# Дусинский, Иван Иванович
Иван Иванович Дусинский (1879, Харьков — 1919, Одесса) — русский геополитик, публицист, панславист.

## Биография
О биографии Ивана Ивановича Дусинского на сегодня известно очень мало. Он родился в Харькове в 1879 году. Обучался в Каменец-Подольской гимназии, некоторое время жил в Одессе. Окончил Новороссийский университет, куда поступил в августе 1899 года на историко-филологический факультет, работал в нём помощником библиотекаря. Сотрудничал с одесской газетой «Русская речь», в которой издавался в 1908—1910 годах его труд «Основные вопросы внешней политики России в связи с программой нашей военно-морской политики». Эта работа вышла отдельной книгой в 1910 году.
Одной из особо интересовавших Дусинского тем являлся восточный мир. Он являлся членом Одесского Общества востоковедения, возглавляемого профессором Петром Евгеньевичем Казанским, с которым Дусинский был хорошо знаком.
Во время Первой мировой войны Дусинский выступал с заявлениями об важности объединения славян. Так, известно его обращение «Славянам» 1915 года.
Летом 1919 года, будучи библиотекарем научной библиотеки Новороссийского университета, Дусинский был арестован Одесской ЧК как «реакционер» и «монархист» и бессудно расстрелян.

## Идеи
Иван Дусинский в своих геополитических исследованиях стоял на имперских позициях, развивал панславистские теории. Он считал, что для России европейское направлении внешней политики не является самым важным, и призывал сосредотачиваться на других векторах развития.
В своей статье «Императив выживания нации» С. Н. Бабурин так излагает геополитические идеи И. И. Дусинского:
«В 1910 г. И. И. Дусинский попытался глобально сформулировать национальные задачи внешней политики России и свел их к пяти ключевым:
1. Подобрать свободные или полусвободные территории, лежащие у наших азиатских границ.
2. Иметь русскому государству возможно более удобные естественные границы.
3. Сохранить и использовать надлежащим образом имеющиеся выходы в океан и занять прочное оборонительное положение на глубоко врезывающихся в материк внутренних морях. Обеспечить неприкосновенность суши от господствующих на морях сил.
4. По отношению к соседям либо привязать их к России узами полного доверия и устойчивой дружбы, либо обезвредить посредством дипломатического или военного воздействия, имеющего, в свою очередь, целью либо направить их враждебные усилия в сторону, для нас безразличную, либо повести к значительному ослаблению или даже полному уничтожению враждебных России сил.
5. Быстрее и полнее приблизиться к автаркии в смысле освобождения русского хозяйства от чужеземной эксплуатации и экономическому подчинению России всего бассейна Черного моря с одновременным созданием всеславянского таможенного союза»

## Основные работы
- О занятиях Сократа поэзией. Одесса, 1905.
- Союз любителей и друзей античного мира. СПб., 1906.
- Основные вопросы внешней политики России в связи с программой нашей военно-морской политики. Одесса, 1910.
- Геополитика России. М., 2003.